# Fuerzas Armadas de Indonesia

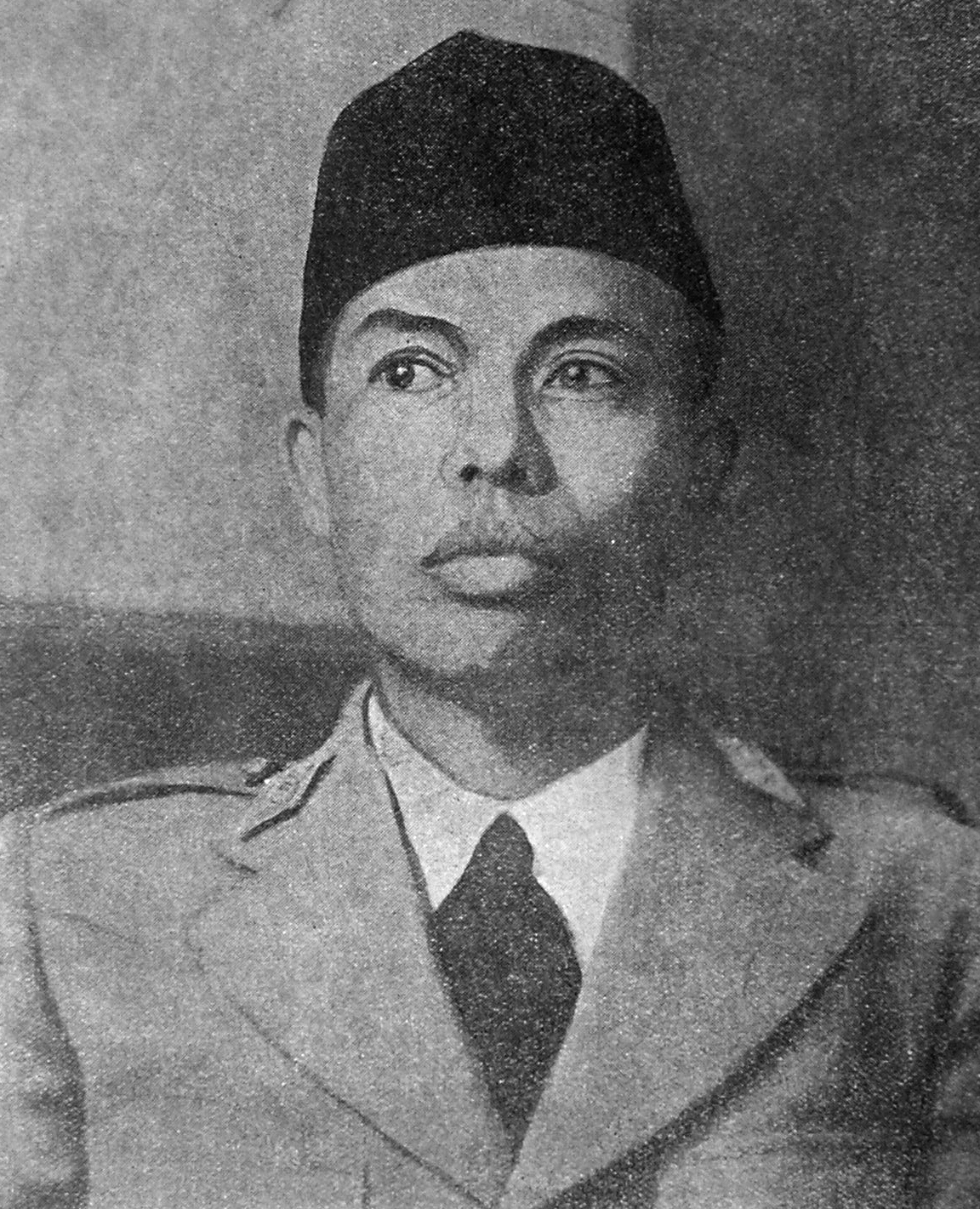
General Sudirman, primer comandante de las Fuerzas Armadas de Indonesia

Las Fuerzas Armadas Nacionales de Indonesia (en indonesio: Tentara Nasional Indonesia, TNI; nacida como Angkatan Bersenjata Republik Indonesia o ABRI) es aquella institución que agrupa en 2009, a aproximadamente 432 129 efectivos militares, entre ellos a la Army (TNI-AD), la Navy (TNI-AL) (incluyendo al Cuerpo de Marina de Indonesia o Korps Marinir) y a la Fuerza Aérea (TNI-AU).
Las fuerzas armadas indonesianas se formó durante la Revolución Nacional de Indonesia, cuando se llevó a cabo una guerra de guerrillas, junto con la milicia informal. Como resultado de esto, y la necesidad de mantener la seguridad interna, el Ejército se ha organizado a lo largo de las líneas territoriales, con el objetivo de derrotar a los enemigos internos del Estado y de posibles invasores externos.

## Formación
Antes de la formación de la República de Indonesia, la autoridad militar en las Indias Orientales Neerlandesas recaía en la Royal Dutch East Indies Army (KNIL). Aunque el KNIL no es directamente responsable de la formación del futuro las fuerzas armadas indonesias, y sobre todo tomó el papel de enemigo durante la Revolución Nacional de Indonesia de 1945 a 1949, el KNIL también había proporcionado entrenamiento militar y la infraestructura de algunas de las futuros oficiales de TNI. Había centros militares de formación, escuelas y academias militares en las Indias Orientales Neerlandesas. Junto a los voluntarios holandeses y mercenarios europeos, la KNIL también reclutó a indígenas, especialmente Ambonese, Kai Islanders, Timorese, and Minahasan people. En 1940, con los Países Bajos durante la ocupación alemana y la presión japonesa para el acceso a los suministros de petróleo holandesa de las Indias Orientales, los holandeses habían abierto la KNIL a la ingesta de gran cantidad de excluidos anteriormente javaneses. Algunos de los soldados indígenas que habían disfrutado de la educación de la academia militar KNIL holandesa, como el futuro presidente Suharto y el general Abudl Haris Nasution, se convertirían más tarde en importantes oficiales de las jóvenes fuerzas armadas.
El nacionalismo y militarismo indonesio comienzan a ganar su impulso y apoyo en la Segunda Guerra Mundial en la ocupación japonesa de Indonesia. Para ganar el apoyo del pueblo indonesio en su guerra contra las fuerzas aliadas occidentales, Japón comenzó a alentar y de nuevo los movimientos nacionalistas indonesios por proporcionar a los jóvenes indonesios con los entrenamientos militares y armas. El 3 de octubre de 1943, los militares japoneses formaron el ejército indonesio de voluntarios llamado PETA (Pembela Tanah Air – Defensores de la Patria). 
Los intenciones japonesas con PETA eran de ayudar a sus fuerzas se oponen a una posible invasión de los Aliados. Los entrenamientos militares japoneses para la juventud indonesia originalmente estaba destinado a reunir a los locales de apoyo al colapso del Imperio japonés, pero más tarde se ha convertido en el recurso importante para la República de Indonesia en la Revolución Nacional de Indonesia en 1945 y 1949, y también ha conducido a la formación de la fuerza armada nacional de Indonesia en 1945. Muchos de estos hombres que sirvieron en PETA, tanto como oficiales, suboficiales y tropa profesional y alistada, como Sudirman, entonces un oficial superior durante sus servicos en la PETA, formó la mayoría del personal que compondría las futuras fuerzas armadas de la naciente republica.
Esta institucion armada tiene sus orígenes en la tercera reunión del Comité Preparatorio para la Independencia de Indonesia del 29 de agosto de 1945, que formó oficialmente la Departamento de Seguridad Popular (DSP) (Badan Keamanan Rakyat o BKR). La DSP, como parte del entonces Ministerio de Seguridad Popular, se trataba de una organización de milicias en una fuerza nacional unida para garantizar que la seguridad permaneciera intacta en la recién declarada Indonesia independiente; se creó más como una fuerza de defensa civil que como una fuerza armada. La decisión de crear una "agencia de seguridad" y no un ejército, se tomó para disminuir la probabilidad de que las fuerzas aliadas lo vieran como una revolución armada e invadieran con toda su fuerza. Durante su capitulación, uno de los términos de la rendición a Japón fue devolver los dominios asiáticos que habían conquistado a la nación anterior de los Aliados, ciertamente no para liberarlos de forma independiente.

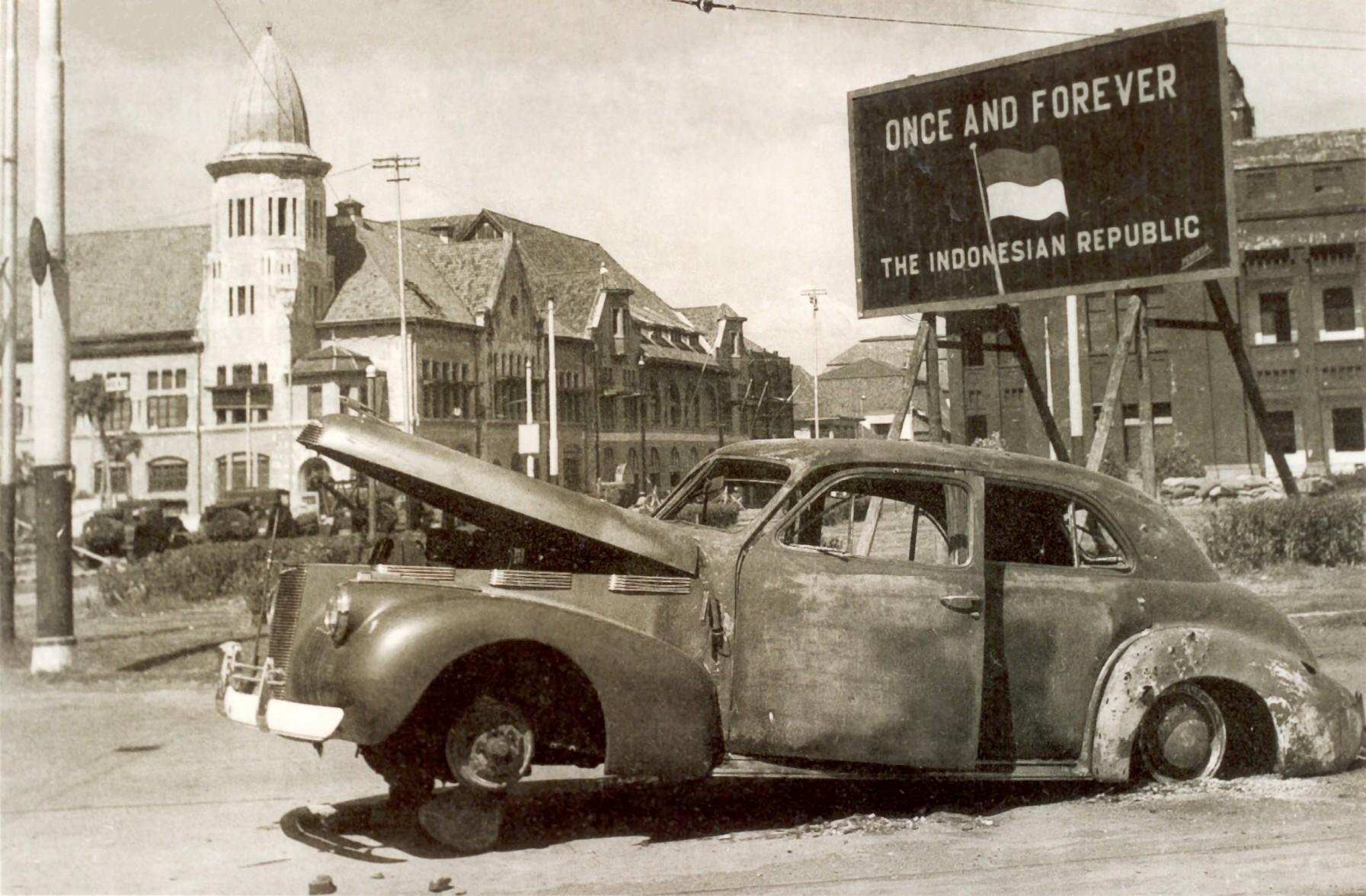
Batalla de Surabaya (1945).

Cuando los enfrentamientos se volvieron agudos y hostiles entre Indonesia y las fuerzas aliadas, el dia 5 de octubre de 1945 se formó el TKR (Tentara Keamanan Rakyat - Fuerzas Armadas de Seguridad del Pueblo o FASP) sobre la base de las unidades existentes de la DSP; este fue un movimiento tomado para formalizar, unir y organizar los grupos fragmentados de soldados independientes (laskar) en toda Indonesia, lo que resultó en un enfoque militar más profesional, para hacer frente a los invasores de los Países Bajos y las fuerzas aliadas en territorio nacional. Este dia mas tarde se ha celebrado en el país como Dia de las Fuerzas Armadas Nacionales (Hari Tentara Nacional Indonesia).

## Papel político de los militares
Durante la era de Suharto, los militares tenían una "doble función" (dwifungsi en indonesio) define como: en primer lugar la preservación y el cumplimiento de la seguridad interna y externa y la soberanía del Estado y en segundo lugar, como supervisor y árbitro de la política gubernamental. Esto se utilizó para justificar la injerencia militar sustancial en la política. Desde hace mucho tiempo el presidente Suharto fue un general del ejército y fue fuertemente apoyado por la mayor parte de la institución militar. Tradicionalmente, un número significativo de miembros del gabinete tenían antecedentes militares, mientras que en servicio activo y militares retirados ocupan un gran número de escaños en la legislatura. Los comandantes de los comandos territoriales diferentes desempeñaban un papel influyente en los asuntos de sus respectivas regiones.

En el periodo post-Suharto desde 1998, los líderes civiles y militares han abogado por la eliminación de los militares de la política (por ejemplo, la representación de los militares en la Cámara de Representantes se redujo y finalmente terminó), pero la influencia política de los militares sigue siendo extensa.

## Filosofía y Doctrina
La filosofía del ejército indonesio de defensa preeminente del archipiélago es sumariamente cívico-militar de defensa, llamado "Defensa Popular Total" - que consiste en una guerra de tres etapas: un corto período inicial en el cual invasor sería una derrota militar convencional de Indonesia, un largo período de guerra de guerrillas territoriales seguida de una fase final con la expulsión de los militares que actúan como punto de encuentro para la defensa de la base hacia arriba, a nivel de aldea. La doctrina se basa en una estrecha relación entre campesino y soldado para fomentar el apoyo de toda la población y permitir a los militares gestionar todos los recursos relacionados con la guerra.
La población civil ofrece apoyo logístico y de inteligencia, y el mantenimiento de algunos entrenados para unirse a la lucha guerrillera. Las fuerzas armadas participan regularmente en gran escala de la comunidad y el desarrollo rural. The "Armed Forces Enters the Village" (AMD) program, begun in 1983 is held three times annually to organise and assist construction and development of civilian village projects.

## Organización
Por mas de muchos años las Fuerzas Armadas se organizaron en comandos territoriales. Después de la independencia, se establecieron siete comandos en 1958. No se formó ninguna formación de reserva central hasta 1961 (cuando se estableció el 1er Cuerpo de Ejército de la Reserva General del Ejército, "CADUAD", el precursor del actual Kostrad).

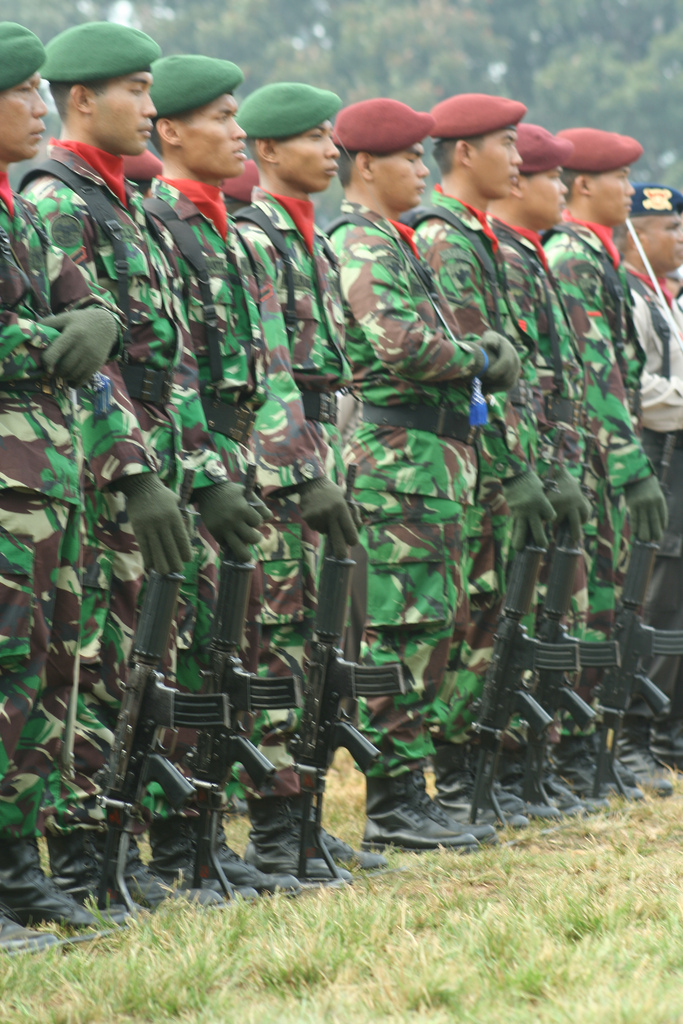
Soldiers of the Indonesian Army

La estructura administrativa de Ministerio de la Defensa (desde 1961 hasta 1999 Ministerio de Defensa y Seguridad) consiste en un ministro, vice-ministro, secretario general, inspector general, cuatro direcciones generales y una serie de centros e institutos funcionales. El ministro, vice-ministro, inspector general y cuarto directores generales fueron retirados militares de alto rango, el secretario general (que actuó como viceprimer ministro) y los jefes de centro más funcional fueron oficiales en servicio activo militar, mientras que los empleados y el personal en servicio eran personal de las fuerzas armadas y del servicio civil.
La reorganización de 1985 también introdujo cambios significativos en la cadena de mando militar institucional. Los cuatro comandos regionales de Defensa Conjunto (Kowilhans) y el Comando Estratégico Nacional (Kostranas) fueron eliminados de la estructura de defensa, y el establecimiento del Comando Militar Regional (Kodam), o un comando de la zona, como la organización clave para las operaciones estratégicas, tácticas y territorial para todos los servicios. La cadena de mando se derivaron directamente del comandante en jefe ABRI a los diez comandantes de los Kodam, y luego a subordinar los comandos del ejército territorial. Los comandos anteriores territorial de la fuerza aérea y la marina fueron eliminados de la estructura del todo, con cada uno de esos servicios en el personal Kodam por un oficial superior de enlace. Los comandos de la marina y fuerza aérea territorial fueron reemplazados por los comandos operativos. La Fuerza Aérea formaron dos Comandos de Operaciones Aereas (Ko-Ops), mientras que la marina tenía su flotas oriental y occidental, denominadas como Armadas. El Comando National de Fuerzas de Defensa Aérea (Kohanudnas) se mantuvo bajo el comandante en jefe de ABRI. Esta comando tenía una función esencialmente defensiva, que incluye la responsabilidad del sistema de alerta temprana.
Después del colapso de la era presidencial de Suharto en 1998, la Policía Nacional de Indonesia se separó de las Fuerzas Armadas y las Fuerzas Armadas de Indonesia estuvieron bajo el mando directo del Ministerio de Defensa y la Policía Nacional bajo los auspicios directos del Presidente de Indonesia.
En el año 2018, durante la presidencia de Joko Widodo, las Fuerzas Armadas Nacionales una vez mas se reorganiza sus grandes unidades regionales. Por un decreto del presente Comandante de las Fuerzas Armadas, General (FA) Hadi Tjahjanto, los Comandos de Armadas Occidentales y Orientales seran renombrada Comandos Navales de la Primera y Segunda Armada y activo los nuevos grandes comandos: 3ra Division de la Infanteria de Kostrad, la Comando de Tercera Armada, Fuerza de Infanteria de Marina 3 y Tercera Comando de Operaciones Aereas (Oriental).
Como acuerdo con el artículo 9 del Decreto Presidencial n.º 66/2019, la actual organizacion de las Fuerzas Armadas Nacionales eran el siguente:
1. Cuartel General de las Fuerzas Armadas
  1. Cuartel General del Ejercito
  2. Cuartel General de la Armada
  3. Cuartel General de la Fuerza Aerea

#### Comandos de servicio
1. Centro de psicología militar (Pusat Psikologi TNI)
2. Comando Conjunto de Telecomunicaciones y Sistemas Electronicas (Satuan Komunikasi dan Elektronika TNI)
3. Jefatura de Apoyo Operacional (Pusat Pengendalian Operasi TNI)
4. Jefatura de Reforma Birocratico (Pusat Reformasi Birokrasi TNI)
5. Secretaria General de las FAN (Sekretariat Umum TNI)
6. Batallon de Cuartel General de las FF. AA. Nacionales (Detasemen Markas Besar TNI)

#### Comandos y direcciones ejecutivos
1. Colegios de Comando y Estado Mayor de las Fuerzas Armadas Nacionales
2. Comando Conjunto de Academias Militares de las FAN
3. Direccion de Intellegencia Estrategica
4. Comando de Desarrollo de Education, Doctrina y Formación Militar
  1. Escuela de Oficiales de Carrera
5. Comando de Operaciones Especiales
6. Cuerpo de Fuerza de Seguridad Presidencial
7. Direccion Legal y asesoria general
8. Comando Conjunto de Policia Militar
9. Comando Conjunto de Logistica Militar
10. Direccion de Capellanes Militares
11. Jefatura de Historia y Cultura Militar
12. Direccion de Salud Militar
13. Direccion de Informacion y Tecnologias de Telecommunicaciones Militares
14. Direccion de Operaciones de Paz Multinacional
15. Direccion de Cooperation Internacional
16. Jefatura de Relaciones Publicas y Medios
17. Direccion de Finanzas

### Componentes activos

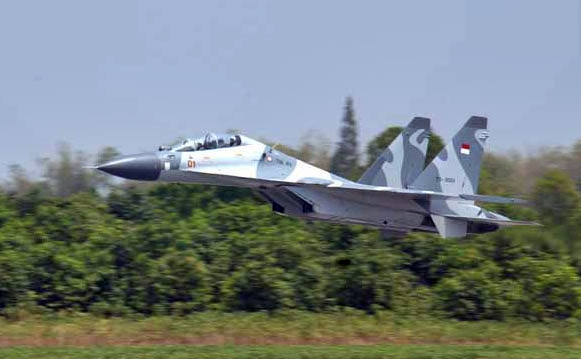
Indonesian Sukhoi Su-30 fighter

El Ejército de Indonesia se formó en 1945 tras el final de la Segunda Guerra Mundial y para proteger al país recién proclamated, que inicialmente constaba de las milicias locales y creció hasta convertirse en el ejército regular de hoy.
En 1946, Indonesia se convirtió en el segundo país (después de Tailandia / Tailandia) en el sudeste de Asia en adquirir una capacidad de la Fuerza Aérea, con la formación de la Fuerza Aérea de Indonesia. En la actualidad, la Fuerza Aérea de Indonesia ha 34 930 personal equipado con 510 aviones, incluyendo cazas Su-27 y Su-30.
La Marina de Indonesia se formó el 22 de agosto de 1945, se convirtió en el segundo país (después de Tailandia / Tailandia) en el sudeste de Asia para adquirir la capacidad de la marina. Intensidad de la corriente de la Armada de Indonesia es de alrededor de 74 000. En contraste con muchas otras naciones y las tradiciones militares, la Armada utiliza rangos de Infantería
Todos los aviones de la Marina de Indonesia son operados por el Servicio de Aviación Naval de Indonesia (DINAS PENERBANGAN TNI-AL). La Marina de Indonesia también ha adquirido ocho Mi-2 (ahora con sede en Surabaya), pero sólo dos han llegado debido a problemas con la agencia de la Marina indonesia. La marina de guerra opera 52 aeronaves de ala fija y 23 helicópteros de combate y de transporte.
The Indonesian Navy also includes the integral Indonesian Marine Corps (KorMar). Fue creado el 15 de noviembre de 1945 y tiene las funciones de ser la fuerza anfibia de la guerra y la principal fuerza de reacción rápida de la defensa contra la invasión enemiga.
Aunque no es estrictamente parte de las fuerzas armadas, la Policía Nacional de Indonesia a menudo operan en un papel de paramilitares, de forma independiente o en cooperación con los demás servicios en misiones de seguridad interna. Indonesian Police use the name of POLRI (Kepolisian Republik Indonesia).

## Presupuesto
| Fiscal Year | Budget (IDR)    | Budget (USD)      |
| ----------- | --------------- | ----------------- |
| 2005        | 21.97 billón Rp | 2.5 millardo USD  |
| 2006        | 23.6 billón Rp  | 2.6 millardo USD  |
| 2007        | 32.6 billón Rp  | 3.4 millardo USD  |
| 2008        | 36.39 billón Rp | 3.8 millardo USD  |
| 2009        | 33.6 billón Rp  | 3.3 millardo USD  |
| 2010        | 42.3 billón Rp  | 4.47 millardo USD |
| 2011        | Rp 47.5 billón  | 5.2 millardo USD  |
| 2012        | Rp 64.4 billón  | 7.5 millardo USD  |